# Adaptación (artes audiovisuales)
Una adaptación o nueva versión constituye, en los mundos del cine, series de televisión, videojuegos o en otras formas de entretenimiento, una versión adaptada o una nueva versión de otra existente anteriormente. El nuevo contenido suele ser muy fiel al original, aunque este hecho varíe en función de varios factores como, por ejemplo, la elección de los nuevos realizadores y productores o los objetivos de la nueva versión.
También se usan los términos refrito y reedición, o el anglicismo remake. Otra palabra en español usada para este término ocasionalmente por medios hispanohablantes es remedo, que es definida por el diccionario de la lengua española como «imitación de algo, especialmente cuando no es perfecta la semejanza». En el caso de que se adapte una obra de forma menos fiel y tomando ciertas libertades, estaríamos hablando de una recreación o versión propia o personal del nuevo autor.
Las nuevas versiones siempre han existido en la historia del cine. La razón para rehacer una película puede corresponder a varias motivaciones. Una de las principales es la posibilidad de mejorar la eficacia de la historia gracias a la evolución tecnológica: muchas películas han sido rehechas con la aparición del cine sonoro o del color, o con la evolución de las técnicas que permiten la creación de los efectos especiales.
Hacer una nueva versión también puede permitir presentar una película poco conocida (por su antigüedad o por estar hecha en un país extranjero) o modificar "el espíritu" de una antigua obra, haciendo elecciones ideológicas o políticas en la nueva versión.
Otra razón es la de minimizar los riesgos económicos apoyándose en el éxito de una película célebre. El cine estadounidense, además, recurre sistemáticamente a la nueva versión cuando quiere adaptar películas extranjeras, puesto que su público no está acostumbrado a los subtítulos y el doblaje se utiliza muy poco.
Desde un punto de vista cinéfilo, las nuevas versiones tienen el interés de presentar otra visión de la obra inicial, revelando, por ejemplo, las diferencias entre dos contextos históricos y sociales.

## Adaptaciones en el cine

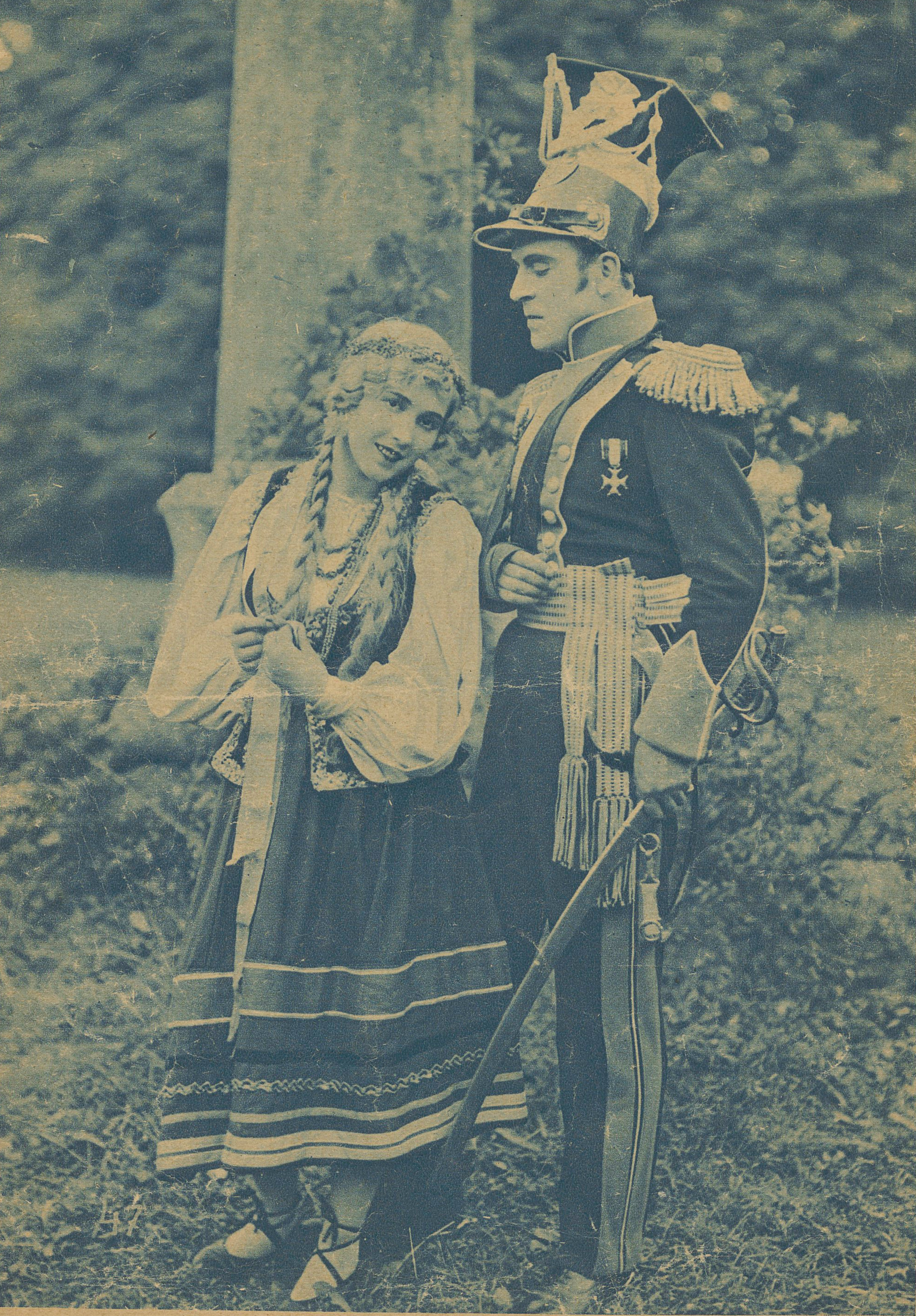
La película Pan Tadeuz de 1928, una adaptación cinematográfica del poema homónimo de Adam Mickiewicz.

En el cine se trata de una nueva versión de una película previamente estrenada. Por ejemplo, la película Ocean's Eleven de 2001 es una adaptación de la película del mismo título de 1960.
Otros ejemplos de adaptaciones son:
- Quo Vadis, 1902 (Lucien Nonguet i Ferdinand Zecca); 1912 (Enrico Guazzoni); 1925 (Gabriellino D'Annunzio i Georg Jacoby); 1951 (Mervyn LeRoy); 2001 (Jerzy Kawalerowicz).
- Ben-Hur, 1907 (Sidney Olcott); Ben-Hur, 1925 (Fred Niblo); Ben Hur, 1959 (William Wyler) o Ben Hur, 2016 (Timur Bekmambetov).
- Mujercitas, desde 1917 se han hecho al menos seis versiones cinematográficas, entre ellas las de 1933, 1949, 1994 y 2019.
- Oliver Twist, desde  1922 se han hecho ocho versiones.
- Nosferatu, eine Sinfonie des Grauens, 1922 (F.W. Murnau); Nosferatu: Phantom der Nacht , 1979 (Werner Herzog).
- The Ten Commandments, 1923 (Cecil B. DeMille); Los diez mandamientos, 1956 (Cecil B. DeMille).
- King Kong, 1933 (Merian C. Cooper & Ernest B. Schoedsack); 1976 (John Guillermin); 2005 (Peter Jackson).
- Cleopatra, 1934 (Cecil B. DeMille); Cleopatra 1963 (Joseph L. Mankiewicz).
- The Four Fathers, 1939 (Zoltan Korda); Tempestad sobre el Nilo, 1955 (Zoltan Korda); 1977 (Don Sharp); 2002 (Shekhar Kapur).
- Dangerous Liaisons, desde 1959 hasta 2009 se han hecho seis versiones diferentes.
- Ocean's Eleven, 1960 (Lewis Milestone); Ocean's Eleven, 2001 (Steven Soderbergh)
- Yojimbo, 1961 (Akira Kurosawa); Por un puñado de dólares, 1962 (Sergio Leone); L'últim home, 1996 (Walter Hill).
- Abre los ojos, 1997 (Alejandro Amenábar); Vanilla Sky, 2001 (Cameron Crowe).
- Infernal Affairs, 2002 (Wai Keung Lau & Siu Fai Mak); Infiltrados, 2006 (Martin Scorsese).
- REC, 2007 (Jaume Balagueró i Paco Plaza); Quarantine, 2008 (John Erick Dowdle).

## Televisión
En televisión también se denomina adaptación a la nueva versión de un programa previamente lanzado o a una versión local de alguna serie originaria de otro país. Se producen con menos frecuencia que en el cine. Algunos ejemplos son Battlestar Galactica (1978, 2003), He-Man and the Masters of the Universe (1983,2002), Knight Rider (1982, 2008), La Femme Nikita (1997, 2010), Melrose Place, Beverly Hills 90210, V (1983, 2009), Hawai Five-O (1968, 2010), Charlie's Angels (1976, 2011), Yo soy Betty, la fea (1999, y más de 20 adaptaciones), Amar y Vivir (1988), Amar y Vivir (2020), Café con aroma de mujer (1994) o Café con aroma de mujer (2021) (y 2 adaptaciones mexicanas).

## Videojuegos
Igualmente, el término se utiliza para los videojuegos, haciendo referencia a la nueva versión de un juego precedente, al cual se le añaden en general detalles nuevos y mejoras en los gráficos y el sonido. En algunos remakes se puede cambiar casi completamente todo el juego original como Metroid: Zero Mission o Silent Hill: Shattered Memories. En algunos otros sólo se añade algún contenido adicional o se adapta a nuevas consolas o sistemas operativos. También hay algunos que hacen una mezcla de las dos opciones anteriores como por ejemplo Final Fantasy remake por la Nintendo DS. Las nuevas versiones de videojuegos pueden ser también una mejora de la tecnología para perfeccionar los gráficos como el cambio de Nintendo de los juegos de Nintendo 64 al 3D vía Nintendo 3DS.
Algunos ejemplos:
- Resident Evil
- Resident Evil 2
- Crash Bandicoot N. Sane Trilogy
- Spyro Reignited Trilogy
- Tomb Raider: Anniversary
- MediEvil
- Super Mario 64 DS

## Reimaginar o renovar
En los 2000 el término reimagine (o reimaginar) se hizo muy popular dentro del mundo de los remakes. Este término servía para referirse a nuevas versiones pero que no seguían la versión original. Este término fue utilizado por los encargados de marketing en las películas y televisión para informar a las audiencias que el producto que sacaban no era el mismo que el antiguo. Las producciones contienen normalmente referencias a las obras originales en forma de nombres o conceptos diferentes. Por ejemplo, a Tin Man, un reimaginado del El maravilloso mago de Oz; la protagonista se denomina DG, haciendo referencia a Dorothy Gale, la protagonista del libro infantil.
Algunas producciones conocidas son:
- Tim Burton, Planet of the Apes
- Nora Ephron, Bewitched
- Marcus Niespel, The Texas Chainsaw Masacre y Friday the 13th
- Samuel Bayer, A nightmare on Elm Street

Esta práctica también se puede dar en videojuegos u otros medios como los cómics o incluso la música.